# Parafia św. Mikołaja w Lipowcu Kościelnym
Parafia pw. Świętego Mikołaja w Lipowcu Kościelnym – parafia należąca do dekanatu mławskiego zachodniego, diecezji płockiej, metropolii warszawskiej. Poprzednio należała do dekanatu mławskiego, diecezji płockiej, metropolii warszawskiej.
Została erygowana w XIII-XIV wieku.